# Latin Percussion

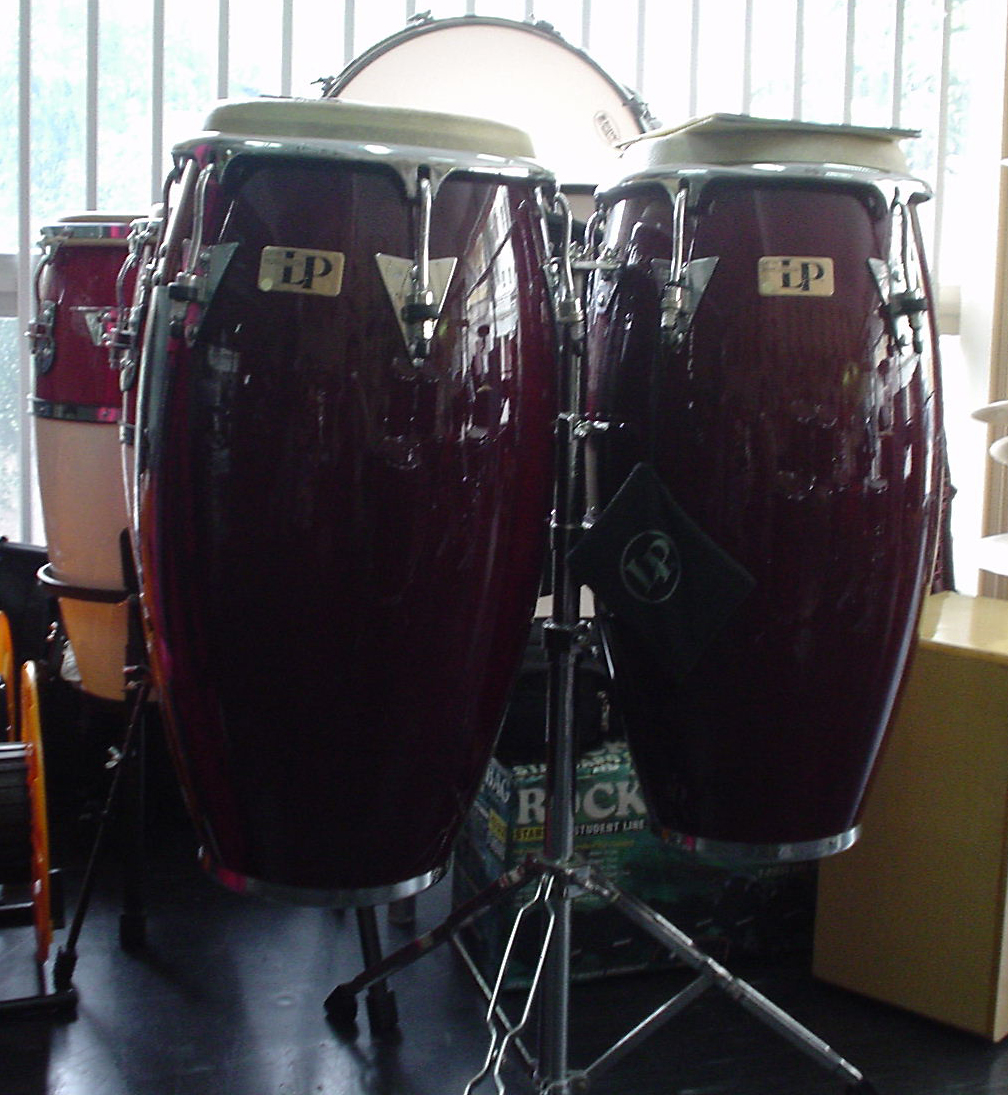
Congas von LP

Latin Percussion (LP) ist ein US-amerikanischer Hersteller hochwertiger Perkussion-Instrumente mit Schwerpunkt jener der lateinamerikanischen Musik.
Die Firma LP wurde 1964 in New York City von Martin Cohen gegründet. Jener war Fan des Latin Jazz und hatte Schwierigkeiten, Bongos aus Kuba zu erhalten. So stellte er sie selbst her. Das Unternehmen wuchs und zog nach Garfield (New Jersey) um.
Mittlerweile ist die Firma weltweit bekannt. Zu den Produkten gehören: Bongos, Congas, Cajóns, Timbales, Woodblocks, Cowbells, Vibraslaps, Shaker, Tamburines und vieles mehr. Seit 2014 werden die Instrumente von Drum Workshop vertrieben.
Zu den Repräsentanten des Herstellers gehören unter anderem Sheila E., Steve Gadd, Adam Nussbaum und Chad Smith.